# Hyles conspicua
Hyles conspicua är en fjärilsart som beskrevs av Rothschild och Jordan 1903. Hyles conspicua ingår i släktet Hyles och familjen svärmare. Inga underarter finns listade i Catalogue of Life.